# Françoise de Bette
Pour les articles homonymes, voir Bette.
Ne doit pas être confondu avec Françoise Bette.
Françoise de Bette (1593-1666) est la 26e abbesse de l'abbaye de Forest, de 1637 à sa mort.

## Biographie
Née en 1593, Françoise de Bette devient maître des novices de l'abbaye de Forest à l'âge de 24 ans. 
Peu à peu, elle gravit les échelons pour être élue le 17 août 1637 abbesse de l'abbaye, après avoir été sous-prieure pendant deux ans. Cependant, sûrement à cause de retards, elle ne sera nommée que fin juillet 1638. 
Depuis son entrée en fonction, la gestion de l'abbaye se dégrade, avec de nombreuses dettes et des travaux interminables pour l'entretien de l'église et de l'école, qui obligent les nones à vendre des terrains pour pouvoir rembourser l'archevêque de Malines. Ce dernier, notamment à cause des problèmes spirituels du monastère, le réforme en 1656. Malgré cela les problèmes financiers persistent, au point que la ville de Bruxelles et la ville de Waterloo attentent un procès à la communauté, l'une pour raison fiscale et l'autre pour un bois que l'abbaye envisageait d'acheter malgré de nombreuses dettes. 
L'abbesse meurt en 1666 sans avoir pu ni assainir la gestion de l'abbaye, ni redorer son image.